# Гохи

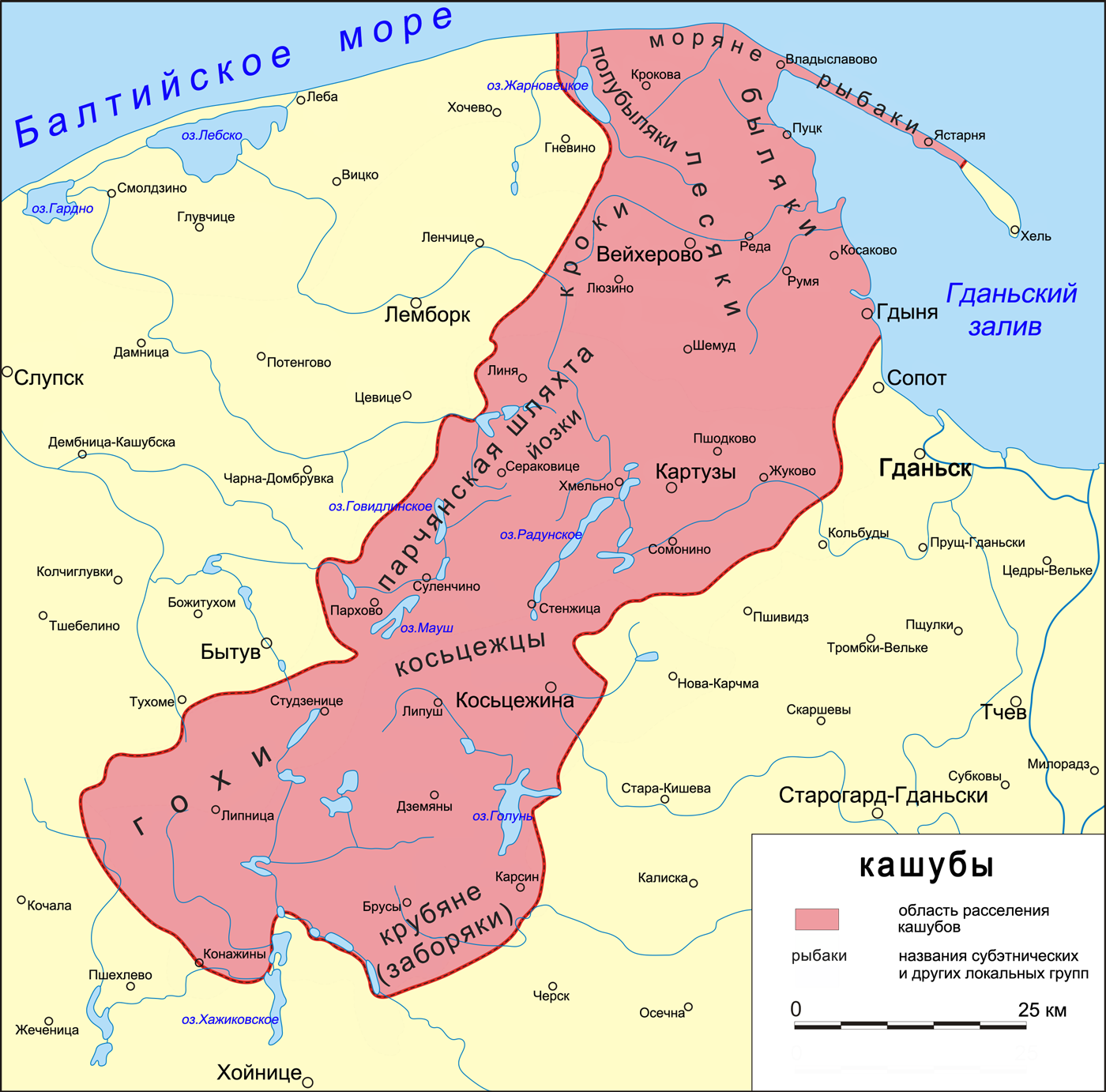
Гохи (gôchòwie) на карте Кашубии

Го́хи (кашуб. gôchë, gôchòwie, gôchòwianie, пол. gachy, gochy, gochowie) — субэтническая группа кашубов, населяющая юго-западную часть Кашубии — окрестности населённых пунктов Божишковы (пол. Borzyszkowy), Бжезьно-Шляхецке (пол. Brzeźno Szlacheckie), Боровы-Млын (пол. Borowy Młyn) и Запцень (пол. Zapceń), расположенных в гмине Липница Бытувского повята Поморского воеводства. На востоке земли гохов граничат с областью Заборы, населённой субэтносом крубян (заборяков). Гохи, как и все кашубы — католики.
Название гохов, как и области их расселения — Гохи (кашуб. Gôchë, пол. Gochy), происходит от слова, обозначающего песчаные и каменистые земли, характерные для данной территории Кашубии. В частности Б. Сыхта (B. Sychta) выводит название гохов от апеллятива góхə «неплодородные земли».
Среди гохов в прошлом были широко распространены южнокашубские гоховский (кашуб. gwara gôskô, gôchòwskô, пол. gwara gachowska) и божишковский (пол. gwara borzyszkowska) говоры. Ф. Лоренц выделял на территории области Гохи незабышевско-брезенский и божишковский говоры.